# リカンカブール山
リカンカブール山（リカンカブールさん、Licancabur）は、南アメリカ大陸のチリとボリビアの国境上に位置する標高5,916メートルの成層火山である。山頂には幅400メートルから500メートルの火口があり、その中には世界で最も高所に存在する湖の1つであるリカンカブール湖がある。
火山は中央アンデスの高原地帯であるアルティプラーノの端部に立っており、安山岩を主体として主に後期更新世から完新世にかけて形成された。しかし、有史時代の噴火は知られておらず、最後に噴火を起こした時期は不明である。地域内の乾燥した気候のために火山に氷河は存在しないものの、火山の周辺では多様な動植物が見られる。また、火山の南方にはアルマ望遠鏡を始めとする天文観測施設群がある。
火山の山頂部と北東側の麓にはいくつかの考古遺跡が存在する。これらは地元のアタカマ族やインカ人が宗教的、あるいは文化的儀式のために建設したと考えられており、火山周辺の地域内で最も重要な遺跡群の1つとみなされている。また、この山は神話や伝承の中で頻繁に登場し、インカ王の棲家や財宝の隠し場所といった形で数多くの言及の対象となっている。

## 名前の由来
山の名前であるリカンカブール（Licancabur）はクンサ語に由来しており、そのクンサ語でリカン（lican）は「人々」あるいは「町」を意味し、カブル（cábur）、カウル（caur）、カウレ（caure）、あるいはカウリ（cauri）は「山」を意味している。一方でこの名前は山に存在する考古遺跡（詳細は後述）を指している可能性もあり、山の名前は以前から「上部の村」を意味するとも解釈されてきた。他の山の呼び名としては、リカンカグアル（Licancáguar）、リカンカウール（Licancaur）、タタ・リカンク（Tata Likanku）、そしてボルカン・デ・アタカマ（Volcán de Atacama）などがある。

## 地理と地形
リカンカブール山はアンデス山脈の一部を構成しているアタカマ高原とオクシデンタル山脈に位置する成層火山である。チリとボリビアの国境がリカンカブール山を跨いでおり、行政上はチリ側はアントファガスタ州、ボリビア側はポトシ県に属している。また、リカンカブール山から西へ32キロメートル向かったチリ領内にはサンペドロ・デ・アタカマの町があるが、反対のボリビア側の地域には人はほとんど居住していない。火山は複数の山脈によって周囲と区切られている盆地内に立っており、アルティプラーノとアタカマ塩湖の分水嶺の一部にもなっている。火山の北東側の麓にはラグーナ・ベルデと呼ばれる湖があり、反対の南西側にはサンペドロ・デ・アタカマに向かって流れているビラマ川とサン・ペドロ川がある。チリとアルゼンチンを結び、国境のハマ峠を通過するチリの国道27号線がリカンカブール山の南麓に沿って走っており、火山から南方へ20キロメートルほど向かった場所にはアルマ望遠鏡（アタカマ大型ミリ波サブミリ波干渉計）を始めとする天文観測施設群がある。1953年にはヤレータを切除する機械を用いながら火山の標高4,300メートルの地点まで達する道路が建設された。

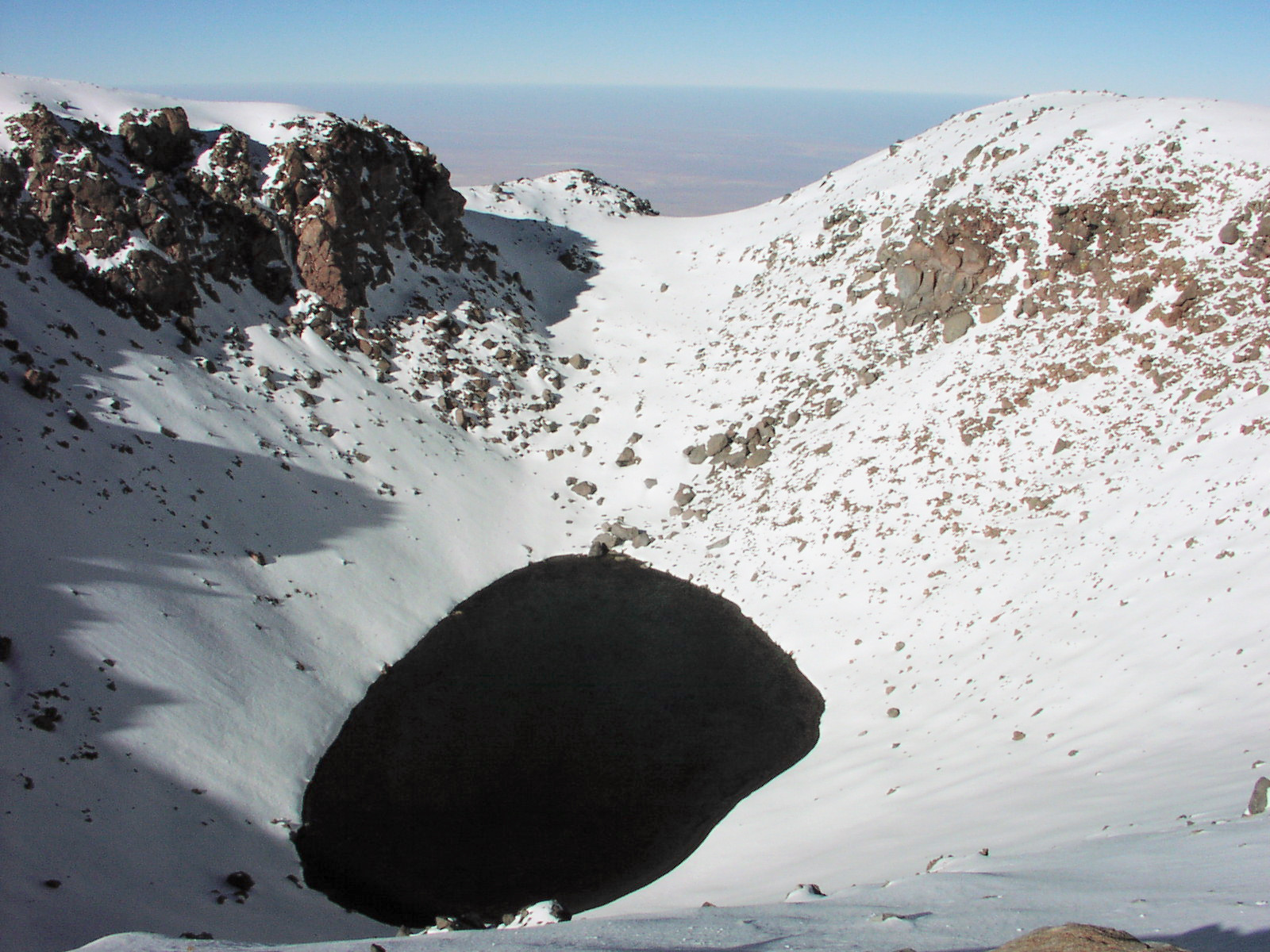
リカンカブール山の火口内に広がるリカンカブール湖

リカンカブール山の幅は9キロメートルに及び、周囲の地形からの高さは1,500メートルに達する。また、完全な円錐形をした山体は侵食を受けておらず、30度の一定した傾斜角を持っている。火山の円錐部分は溶岩と火山砕屑物の層からなっており、ラハールの痕跡もいくつか見られる。この火山は周囲の地勢を見下ろすように立っており、標高5,916メートルに達する山頂には幅400メートルから500メートルに及ぶ特徴的な火口が存在する。火口内にある幅70メートル×90メートルの淡水湖であるリカンカブール湖は、地球上で最も高い場所に存在する湖の1つである。火山の総体積は1996年に35立方キロメートルと推定されたが、2012年の研究では44立方キロメートルと推定されている。
山頂の火口から噴出した見た目には新しく見える黒灰色の溶岩流が火山を取り囲んでおり、これらの溶岩流のうち山頂の西側から流れ出ているものは15キロメートルの距離まで達している。それぞれの溶岩流は10メートルから50メートルの厚さを持つ塊状溶岩であり、尾根あるいは土手状の構造を特徴としており、幅数メートルに及ぶ岩塊も存在する。また、リカンカブール山の西側には岩屑なだれによる堆積物も見られる。一方でこの火山の斜面は構造的に不安定な状態にある。

## 地質

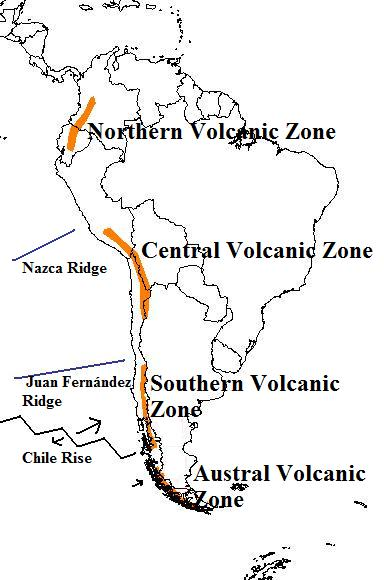
アンデス火山帯を構成する4つの火山帯を示した地図

ジュラ紀以降、ペルー・チリ海溝ではファラロンプレートが南アメリカプレートの下に沈み込みを続けていたが、2600万年前にファラロンプレートがナスカプレートとココスプレートに分裂して以降はナスカプレートが沈み込みを続けている。この沈み込みは年間6.6センチメートルの速度で進行しており、沈み込むプレートから放出される水がその上部を覆っているアセノスフェアの内部で融解を引き起こすことでアンデス山脈の火山活動が起きている。ペルー南部からボリビア、チリ、およびアルゼンチンにかけてアンデス火山帯の一部を構成する中部火山帯が広がっており、世界最高峰の火山であるオホス・デル・サラードもこの中部火山帯の中に含まれている。また、中部火山帯には世界最大級のイグニンブライトが広がる領域として知られているアルティプラーノ＝プーナ火山群も存在する。リカンカブール山は1,000を超える火山が存在する中部火山帯の南部に位置している。これらの火山のうち、更新世から完新世にかけて形成された火山は主要な火山列に集中しているが、より古い中新世の火山はより広い範囲に分布している。また、同じ中部火山帯の火山であるラスカル山は数年おきに噴火している。
リカンカブール山が属している火山列はポルテスエロ・デ・チャハスの峠を越えて北へ伸びており、サイレカブール山まで続いている。火山の南東には更新世に形成された別の火山である標高5,704メートルのフリケス山があり、フリケス山の山頂には幅1.5キロメートルに及ぶ火口がある。この2つの火山では火山列内部に形成されたオフセット（横ずれ断層に沿って地形が屈曲し食い違った状態）が見られる。チリとボリビアの国境の峠であるポルテスエロ・デル・カホンの南側にはプリコ火山群に属するトコ山がある。

チャナントール高原に建設されたアルマ望遠鏡とチャナントール天文台。中央奥にリカンカブール山、右上にトコ山があり、双方の山の間にはフリケス山が見える。

リカンカブール山はアルティプラーノの端部に立っており、アタカマ塩湖を形成している盆地に接している。火山の基盤は南アメリカ大陸とは別に形成されたものであり、アレキパ＝アントファジャと呼ばれる（地質構造上の）基盤領域の一部である「アントファジャ領域」を形成している。また、この基盤は古生代の貫入岩と中生代の堆積岩を含んでいる。深さ4キロメートルから30キロメートルの領域にはリカンカブール山を含むアルティプラーノ南部に広がっている巨大なマグマ溜まりであるアルティプラーノ＝プーナ・マグマ体が存在する。リカンカブール山ではチャハス、ラ・パカーナ、およびプリコ火山群からもたらされたイグニンブライトのほか、デイサイトから流紋デイサイトの範囲の組成を持つ溶岩ドーム群が火山の基盤を覆っており、このリカンカブール山のイグニンブライトは火山の南側の渓谷で露出している。カラマ＝オラカパト＝エル・トロ構造線と呼ばれるリニアメントと関連している複数の断層が南東方向に火山の基盤を貫いており、これらの断層は恐らくリカンカブール山とフリケス山の成長に影響を与えたと考えられている。また、一部の断層は完新世に活動した形跡が見られる。

### 組成
リカンカブール山の主要な岩石は安山岩であり、部分的に玄武岩質安山岩やデイサイトも見られる。これらの岩石はアダカイト質の岩石群であり、他の中部火山帯の火山の岩石と比べて結晶性が低い。リカンカブール山の山体は急峻であるが、これは火山の溶岩の粘性が高いことに由来している。岩石中に見られる主要な斑晶は斜長石であり、他にも角閃石、単斜輝石、鉄-チタン酸化物、カンラン石、斜方輝石などが部分的に見られる。火山の岩石の中には斑れい岩の捕獲岩も存在する。また、近隣の多くの火山とは異なり、リカンカブール山では硫黄の鉱床は見られない。
リカンカブール山のマグマは深さ50キロメートルから100キロメートルのスラブ（沈み込んだ海洋プレート）内で変質した海洋地殻が深さ100キロメートルから200キロメートルのマントルウェッジで融解することによって生み出されており、このマグマが地上に噴出することで山体が形成された。一方で微量元素の分布についてはマグマの混合、大陸地殻の岩石との同化作用、そして角閃石や柘榴石を生成する分別結晶作用などから説明できる可能性がある。また、マグマ溜まりの外層では多様な結晶を有するマグマと特徴的な組成を持つ鉱物群が形成されている。

## 気候と生態系

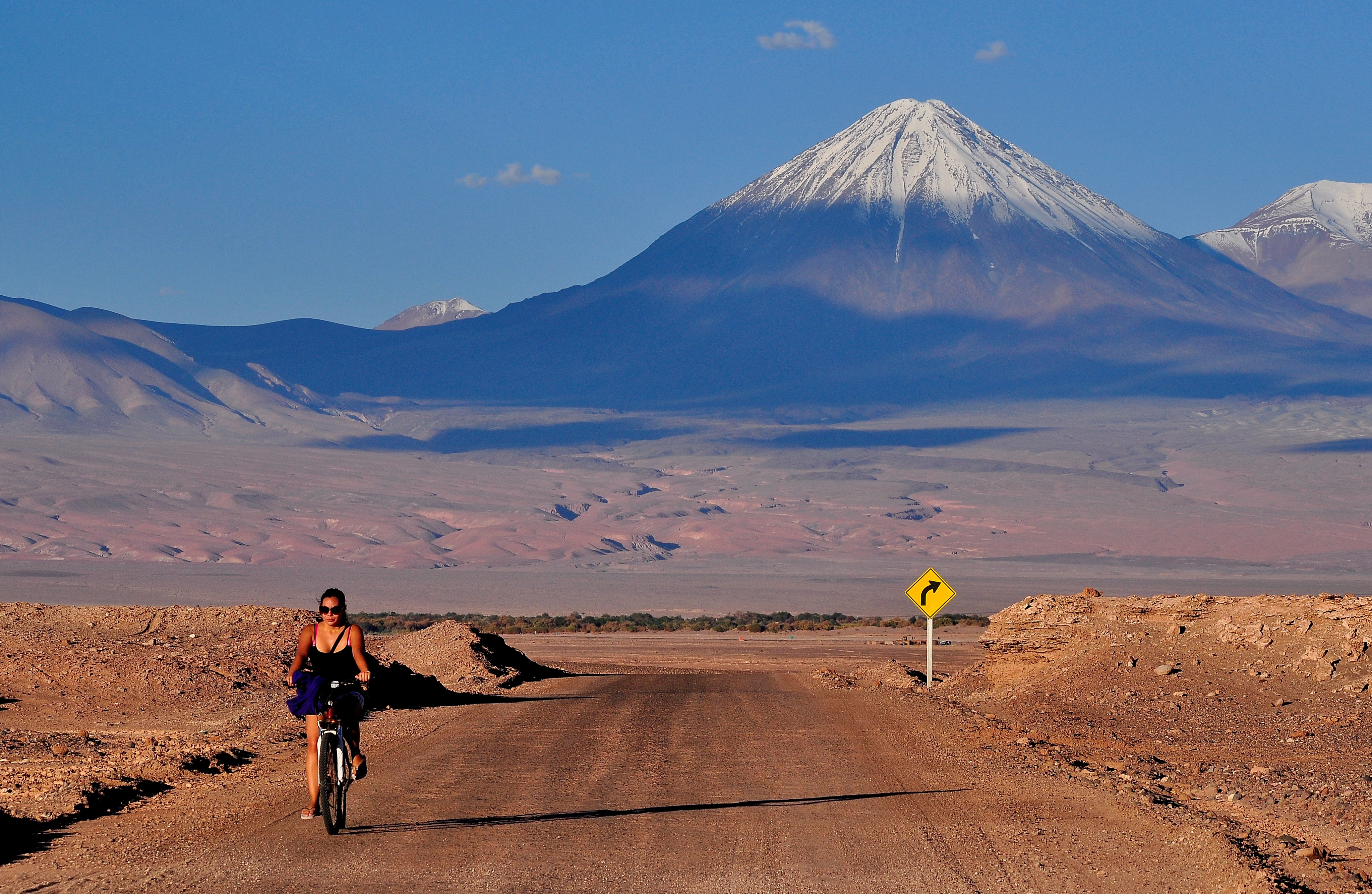
月の谷（Valle de la Luna）から望むリカンカブール山

地域内の気候は寒冷で乾燥しており、気圧が低く、強風が吹き、昼夜の寒暖差が大きい。山頂の気温は日中で5 °Cから-25 °C、夜間では-25 °Cから-40 °Cまで下がる。年間平均降水量は標高の高い場所では360ミリメートルに達し、火山の麓では200ミリメートルまで減少するが、降水量は非常に変動しやすい。アタカマ砂漠は地球上で最も乾燥している砂漠の1つであり、その結果としてリカンカブール山では積雪は一時的にしか見られず、氷河は存在しない。最終氷期極大期における地域内の雪線は標高4,000メートルから4,800メートルまで下がっていた可能性があるが、リカンカブール山に氷河活動の痕跡は見られない。一方で近隣の山々に関しては凍結風化や活動が見られない岩石氷河、そしてソリフラクションなどの周氷河現象の存在が報告されている。また、ジャノ・デ・チャナントールとドメイコ山脈に隣接するアルティプラーノ地域は恐らく地球上で最も日射量の多い地域であると考えられている。

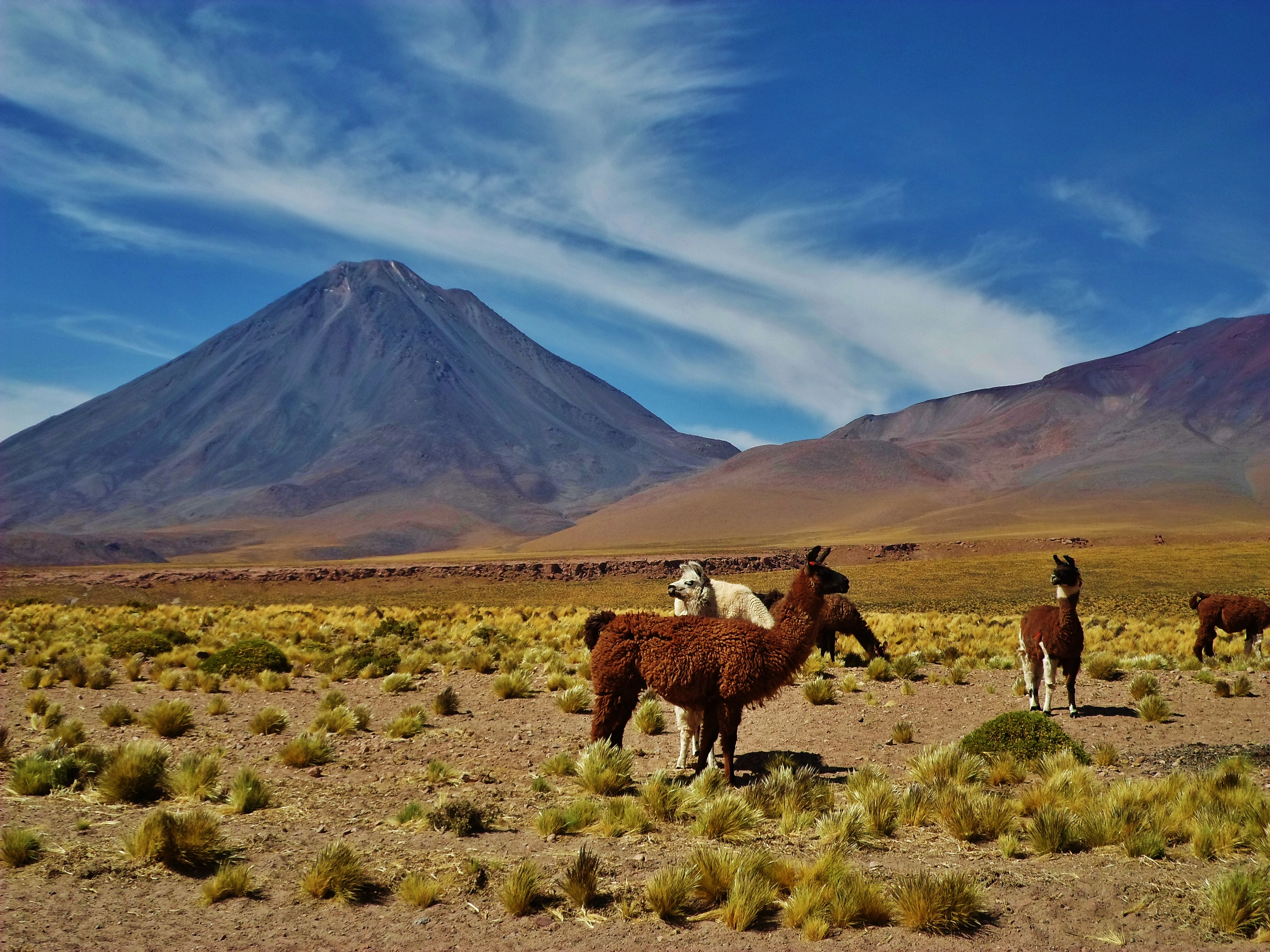
リカンカブール山を背景に佇むリャマ

リカンカブール山で見られる植物にはイネ科の植物、キク科のParastrephia lepidophylla、そしてヤレータなどがある。標高3,850メートルから4,200メートルの領域ではクッション植物と点在する草本植生が優占しているが、標高2,700メートルから3,100メートルの領域では灌木が広く分布している。植物の密度が最も高い領域は双方の中間の標高域であり、一部の場所は牧草地として利用されている。また、火山の麓には何か所かの孤立した湿地帯がある。
動物に関しては鳥類（クロズキンヤマシトド、ハグロハシリバト、ミツユビシギダチョウなど）、カエル（キマダラヒキガエル、Telmatobius vilamensis）、昆虫（チョウ、労働寄生性のハナバチ、ハエ）、トカゲ（以下のヤマイグアナ属の種、Liolaemus audituvelatus、Liolaemus barbarae、Liolaemus constanzae、Liolaemus fabiani、Liolaemus puritamensis）、哺乳類（ペルーケナガアルマジロ、チンチラ、クルペオギツネ、グアナコ、チリヤマビスカーチャ、ビクーニャ、リャマ）などが見られる。火山のボリビア側の地域は国立エドゥアルド・アバロア・アンデス動物保護区の一部となっている。一方のチリ側ではリカンカブール山とエル・タティオを含む保護区を設立する計画があったが、2018年時点で進展は見られない。

## 噴火の歴史

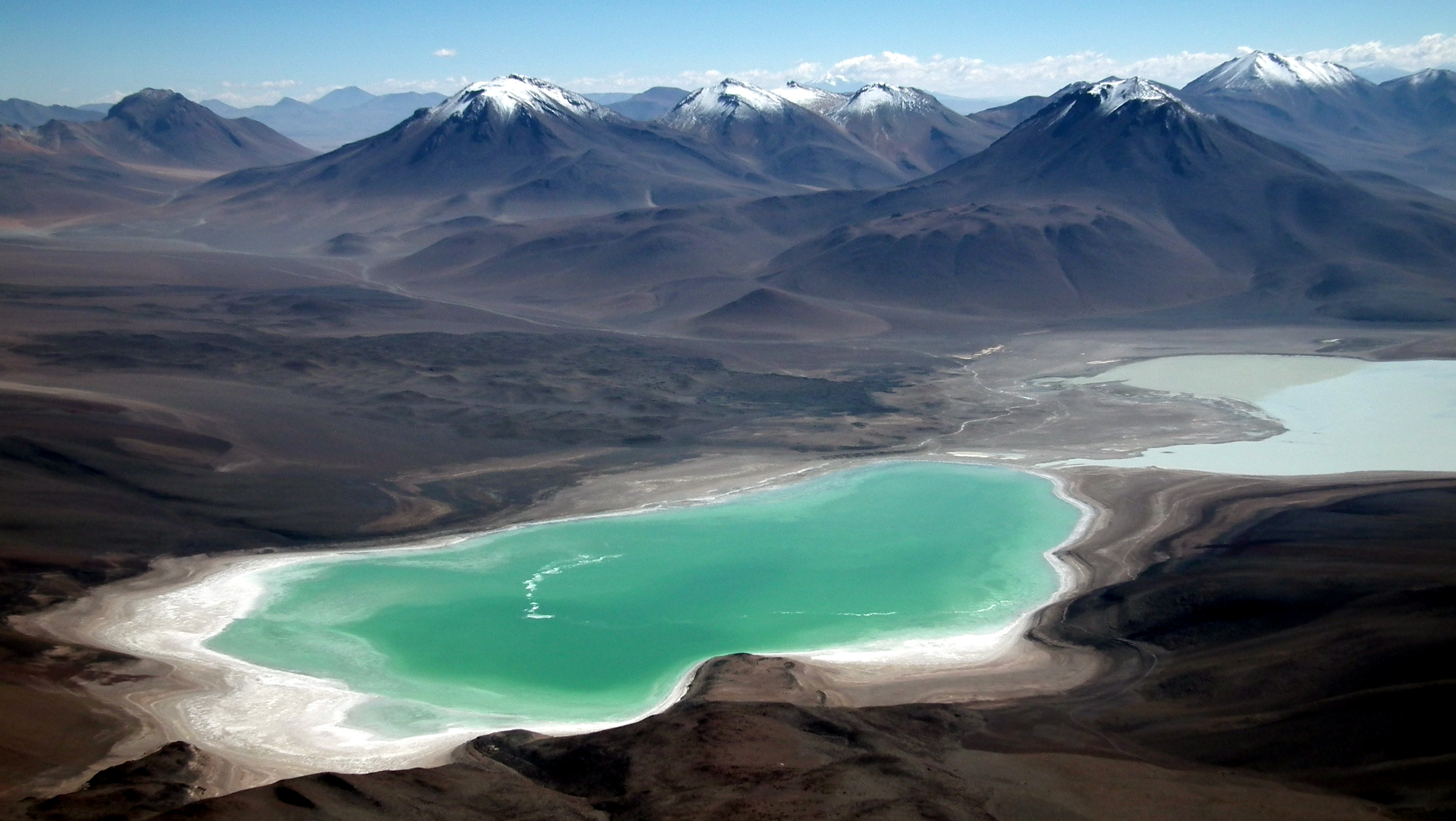
リカンカブール山から眺めるラグーナ・ベルデ

火山の大部分は後期更新世から完新世にかけて形成されたが、氷河による侵食の痕跡は見られない。溶岩流のユニットについてはその外観と化学的性質から3つの時期に分かれて形成されたと考えられている。これらのユニットのうち、火山の基部のユニットは山体の西側と北東側の麓で露出しており、最初期のマグマから形成されている。一方で中間部のユニットは西側と南側一帯の大部分を形成している。上部のユニットに関しては最も多様な種類のマグマから形成されており、中央の円錐丘を形作っている。リカンカブール山の北側と西側で見られる古い溶岩流はサイレカブール山の溶岩流と重なっており、その一部は岩屑なだれによる堆積物とモレーンによって埋もれている。リカンカブール山の火山活動はラグーナ・ベルデの環境にも影響を与えており、過去の活動によって水中における二酸化ケイ素やその他の酸化物の濃度が上昇した。
リカンカブール山では過去に爆発的噴火に伴う火砕流も発生した。しかし、完新世における具体的な噴火の事例は知られておらず、最後に起こった噴火の年代は不明である。唯一年代が判明している活動は後期更新世の1万3240年±100年前にラグーナ・ベルデの古い湖岸線を覆った溶岩の噴出である。山頂部にインカ時代の遺跡が残っていることから、リカンカブール山は少なくとも過去600年から1000年の間は噴火を起こしていないと考えられている。その一方で火口内において温度の上昇が観測されていることから、地熱に関しては依然として放出が続いているとみられている。このような状況からリカンカブール山は潜在的には活動していると考えられているものの、チリ地質鉱業局は火山の危険度を低く見積もっており、2023年の時点でチリの87の火山のうち68番目の危険度に位置づけている。また、火山が人間の居住地域から離れているため、火山活動が再開したとしてもその影響はほとんど受けないと予想されている。

## 遺跡

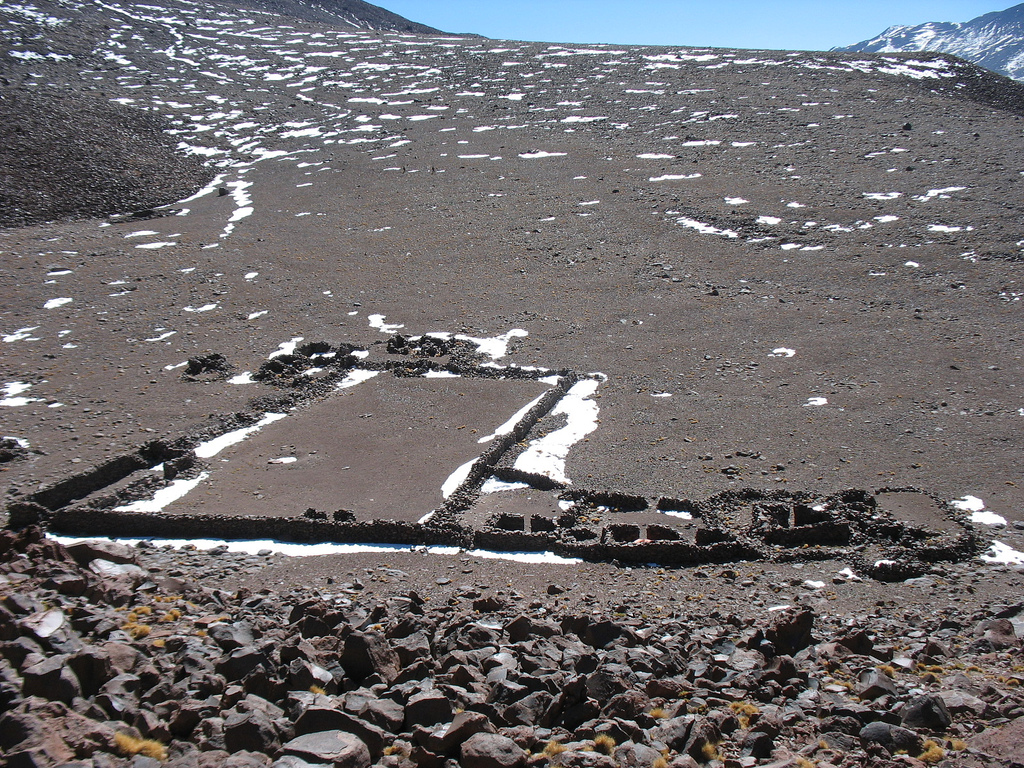
リカンカブール山の麓に存在するインカ時代の遺跡

火山の周辺地域は14世紀にはインカ帝国に、16世紀にはスペインに征服されたが、リカンカブール山やフリケス山を含む地域内の山々ではインカ時代の建造物の遺構が広く見られ、特にリカンカブール山には最も複雑な構造を持つ建造物の一群が存在する。山頂の火口の東側では儀式用の台座や、主に半円形あるいは長方形の形状をした多様な建造物が見られる。これらの建造物は屋根を持っていた可能性があり、モルタルを用いないピルカと呼ばれる石積みの工法で建てられている。一方で木造の建築物の存在も1887年と1955年の報告の中に見られる。垂直に立つ石を囲むように作られた半円形の石造物はウシュヌの名で知られるインカの祭壇と比較されてきた。山頂部の遺跡は恐らく分点と至点の祝祭で使用されたと考えられているが、リカンカブール山においてカパコチャと呼ばれる人身御供が行われていた形跡は見られない。

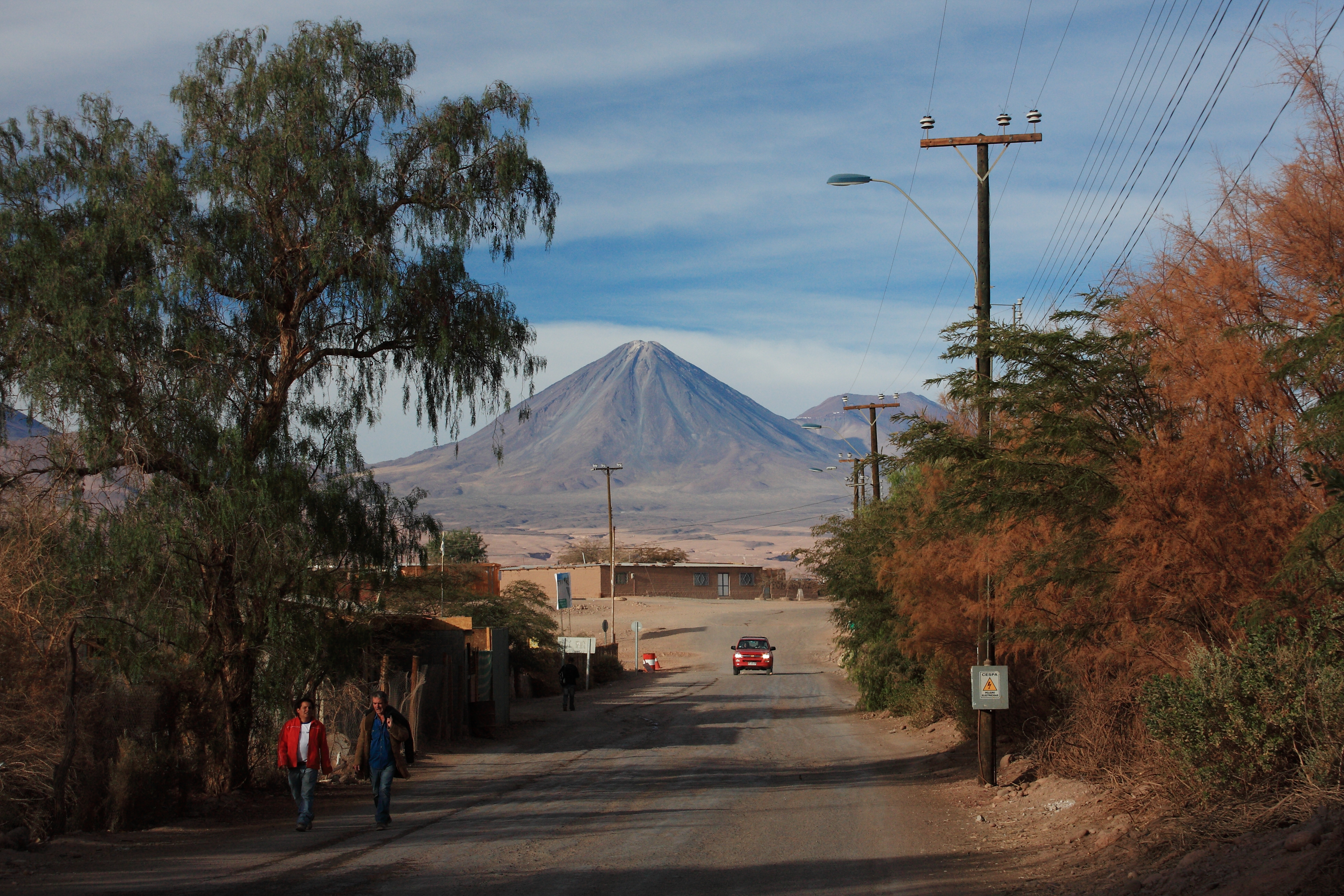
サンペドロ・デ・アタカマの町から望むリカンカブール山

リカンカブール山の北東の麓の標高4,600メートルの地点には別の遺跡であるタンボ・デ・リカンカブール（あるいはタンボ・リカンカブール）がある。この遺跡は100を超える人工建造物と長さ70メートルの公共広場からなっており、100人以上の滞在が可能であったが、常住者はいなかった。また、遺跡からはインカと現地の双方の様式の陶器が発見されている。タンボ・デ・リカンカブールからはつづら折りの道が山へと続いていた。この道にはインカの建造物も存在し、これらの建造物からタンボ・デ・リカンカブールを眺めることができたが、今日ではこの道は土砂崩れによって大部分が破壊されるか通行不能となっている。
タンボ・デ・リカンカブールは祝祭の際に山に登れない人々が集まったコルパワシと呼ばれる一種のベースキャンプ、あるいはサンペドロ・デ・アタカマと今日のボリビアのインカ領を結ぶ道中に存在したタンボと呼ばれるインカの中継基地の1つであると解釈されてきた。ただし、この2つの解釈（あるいは施設の機能）は互いに相容れないものではない。リカンカブール山の遺跡群全体は地域内で最も重要な遺跡の1つであり、より広範囲の地域における宗教的中心地の一部であった可能性もある。これらの他にもリカンカブール山の考古遺跡は地域内の監視システムの一部、あるいはサンペドロ・デ・アタカマ一帯におけるインカの支配力を示す象徴であると解釈される場合もある。また、火山の麓にはインカ道が通っていたため、これらの遺跡へのアクセスは容易であった。

## 神話と信仰
リカンカブール山は20世紀までアタカマ族とインカ人の末裔によって崇拝されてきた。この山は現地の文化的儀式における重要な存在であり、2008年時点においても文化的に重要な行事で利用されている。また、地元のある共同墓地の中の少なくとも1つの墓所はリカンカブール山の方角に向かって作られている。

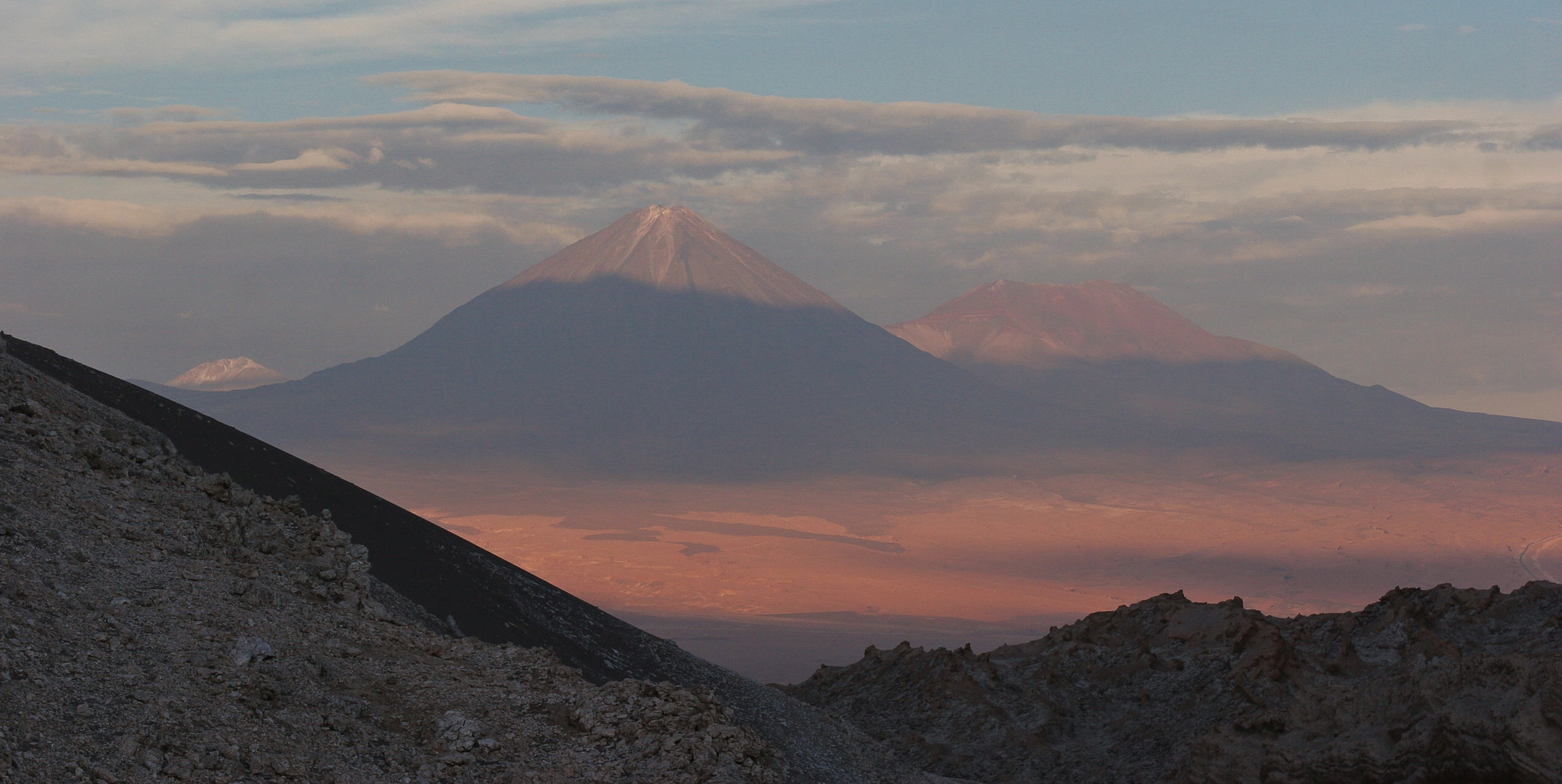
日没時のキマル山から望むリカンカブール山（左）とフリケス山（右）

リカンカブール山には多くの伝説が存在する。リカンカブール山とドメイコ山脈に属するキマル山は結婚していると考えられており、リカンカブール山が男性、キマル山が女性の伴侶とされている。この2つの山は地域社会を守り、交尾の際に大地を肥沃にするとされ、地域内の人々にとって最も重要な山だと考えられてきた。一方で地元のアタカマ族の神話ではリカンカブール山は火を司るとされており（水はサン・ペドロ山が司っている）、ソカイレの人々の神話では水源の1つとされている。別の神話では、リカンカブール山には山頂に住んでいた足のないインカ王を運ぶ役割を担った人々の墓があり、このインカ王は輿に乗って地域内を移動していたとされている。さらに別の伝承では、かつて山頂の火口湖には清らかな水があり、インカ人が白人から逃れてリカンカブール山にたどり着いたときに人々はそこに財宝を隠したが、その結果として湖の水は苦くなり、エメラルド色に染まったとされている。1955年の報告によれば、先住民の人々はリカンカブール山を含む高山を神聖視し、山に登ることは災厄をもたらすと考えていた。伝説ではこの山は山頂への侵入を厳しく防御するとされており、1953年に起こったカラマ地震はその年に行われた登山に対する報復であったとも言われている。

## 火山の利用
サンペドロ・デ・アタカマの町から眺望することができるリカンカブール山はチリとボリビアの双方で広く知られている火山の1つであり、2024年時点のチリのパスポートに描かれている火山の1つにもなっている。今日ではこの火山は高所における生物、リモートセンシング、および通信技術の研究に活用されており、リカンカブール山の周辺の環境が地球上で最も火星に近い環境である可能性についても関心が寄せられている。また、今日の火山周辺の湖の状態は、かつて火星に存在した湖の環境に類似していると考えられている。

## 登山
山頂部の遺跡の存在からリカンカブール山に最初に登ったのはインカ時代に遡る先住民であったと考えられているが。具体的な記録として残っている最初の登頂は1884年11月のセベロ・ティティチョカによるものである。山頂へのアプローチはボリビア側からの方が容易であり、冬季には注意が必要なものの、火山には一年を通して登ることができる。通常では登りに6時間、下りにはおよそその半分の時間が必要となるが、天候が急速に悪化することもあり、円錐丘の上部の斜面が不安定であることを考慮すると、このような状況となった場合には登頂が困難となる可能性がある。